# إسبانيا في الألعاب الأولمبية الصيفية 1960
شارك إسبانيا في دورة الألعاب الأولمبية الصيفية 1960، التي أقيمت في روما بإيطاليا، في الفترة الممتدة من 25 أغسطس حتى 11 سبتمبر، بوفد قوامه 144 رياضي (133 رجال، 11 نساء) في 16 لعبة.
حصد إسبانيا على ميدالية برونزية واحدة في هذه الدورة محتلاً المرتبة 41 في الترتيب النهائي بين 83 دولة مشاركة.

## قائمة الميداليات
| الميدالية | الرياضي              | المنافسة   | المسابقة     |
| برونزية   | منتخب إسبانيا - رجال | هوكي الحقل | بطولة الرجال |